# Didier Eribon
Didier Eribon (Reims, 10 de julho de 1953) é um escritor e filósofo francês. É considerado um dos maiores intelectuais de seu país.

## Trabalhos
- Michel Foucault (1991);
- Conversations with Claude Levi-Strauss, por Didier Eribon e Claude Levi-Strauss (1991);
- Michel Foucault et ses contemporains (1994);
- Réflexions sur la question gay (1999);
- Papiers d'identité (2000);
- Une morale du minoritaire. Variations sur un thème de Jean Genet (2001);
- Hérésies. Essais sur la théorie de la sexualité (2003);
- Sur cet instant fragile… Carnets, janvier-août 2004 (2004);
- Echapper à la psychanalyse (2005);
- D'une revolution conservatrice et de ses effets sur la gauche francaise (2007);
- Retour à Reims (2009)